# ARA Charrúa
El buque de salvamento ARA Charrúa de la Armada Argentina fue un remolcador en servicio de 1947 a 1963, originalmente USA LT-224 del Ejército de los Estados Unidos de 1943 a 1946. Fue gemelo del buque de salvamento ARA Guaraní (ex LT-817).

## Construcción
Construido por Marietta Manufacturing de Point Pleasant, Virginia Occidental en 1943.

## Historia de servicio
Asignado como buque de salvamento, el ARA Charrúa viajó a Argentina junto a los buques tanque ARA Punta Cigüeña y ARA Punta Rasa.
En 1961 el Charrúa socorró al mercante Tucumán de ELMA el cual había accidentado obstruyendo el acceso al puerto de Ingeniero White. Fue de baja en 1963.